# Aaron Lawrence
Aaron Lawrence (ur. 10 października 1968) – jamajski piłkarz grający na pozycji bramkarza.

## Kariera klubowa
Piłkarską karierę Lawrence rozpoczął w klubie Violet Kickers F.C. wywodzącego się z miasta Montego Bay. W jego barwach zadebiutował w Jamaican National Premier League. W 1994 roku po raz pierwszy w karierze został mistrzem Jamajki, a w 1996 roku powtórzył ten sukces. Wtedy też po sezonie przeszedł do Reno F.C. z Savanna-la-Mar. Grał tam w pierwszym składzie, ale nie odniósł już takich sukcesów jak w Violet Kickers. Karierę zakończył w 2006 roku.

## Kariera reprezentacyjna
W reprezentacji Jamajki Lawrence zadebiutował w 1996 roku. W 1998 roku został powołany przez selekcjonera René Simõesa do kadry na Mistrzostwa Świata we Francji. Tam był rezerwowym dla Warrena Barretta i wystąpił jedynie w wygranym 2:1 spotkaniu z Japonią. W kolejnych latach musiał uznawać dominację Barretta, a w eliminacjach do Mistrzostw Świata 2002 przegrał rywalizację z Donovanem Rickettsem. Ostatni mecz w kadrze rozegrał w 2004 roku. Ogółem w drużynie narodowej wystąpił 20 razy.